# Victor Colonieu
Pour les articles homonymes, voir Colonieu.
Victor Martin Colonieu, né le 19 janvier 1826 à Orange et mort le 17 septembre 1902 à Mostaganem, est un général de division et explorateur français.

## Biographie

### Famille
Issu d'une modeste famille du Vaucluse, il est le fils de Siffrein Hyacinthe Colonieu (1795-1861), officier, né à Carpentras, et de Victorine Florine Justine d'Eyssautier (1794-1852), née à Antibes.

### Formation
Il entre à Polytechnique le 1er octobre 1843 puis à sa sortie intègre l'École d'application de l'artillerie et du génie à Metz.

### Carrière militaire
Sorti comme sous-lieutenant dans le génie, il est envoyé en Algérie en 1847. Détaché dans un poste indigène, il apprend l'arabe et nommé capitaine en avril 1854, il prend le commandement d'une compagnie du bataillon de tirailleurs indigènes d'Alger. Il est nommé chevalier de la Légion d'honneur en 1856. Il prend part à l'expédition en Kabylie en 1857.
En 1860, en tant que chef d'escadron, avec le commandant Burin de Buisson, il est un des premiers Français à explorer les oasis de l'extrême sud, en passant par le Gourara et le Touat,. Il est promu officier de la Légion d'honneur en 1862.
Promu lieutenant-colonel au 34e régiment d'infanterie en mars 1867, il passe au 2e régiment de tirailleurs algériens en décembre 1869.

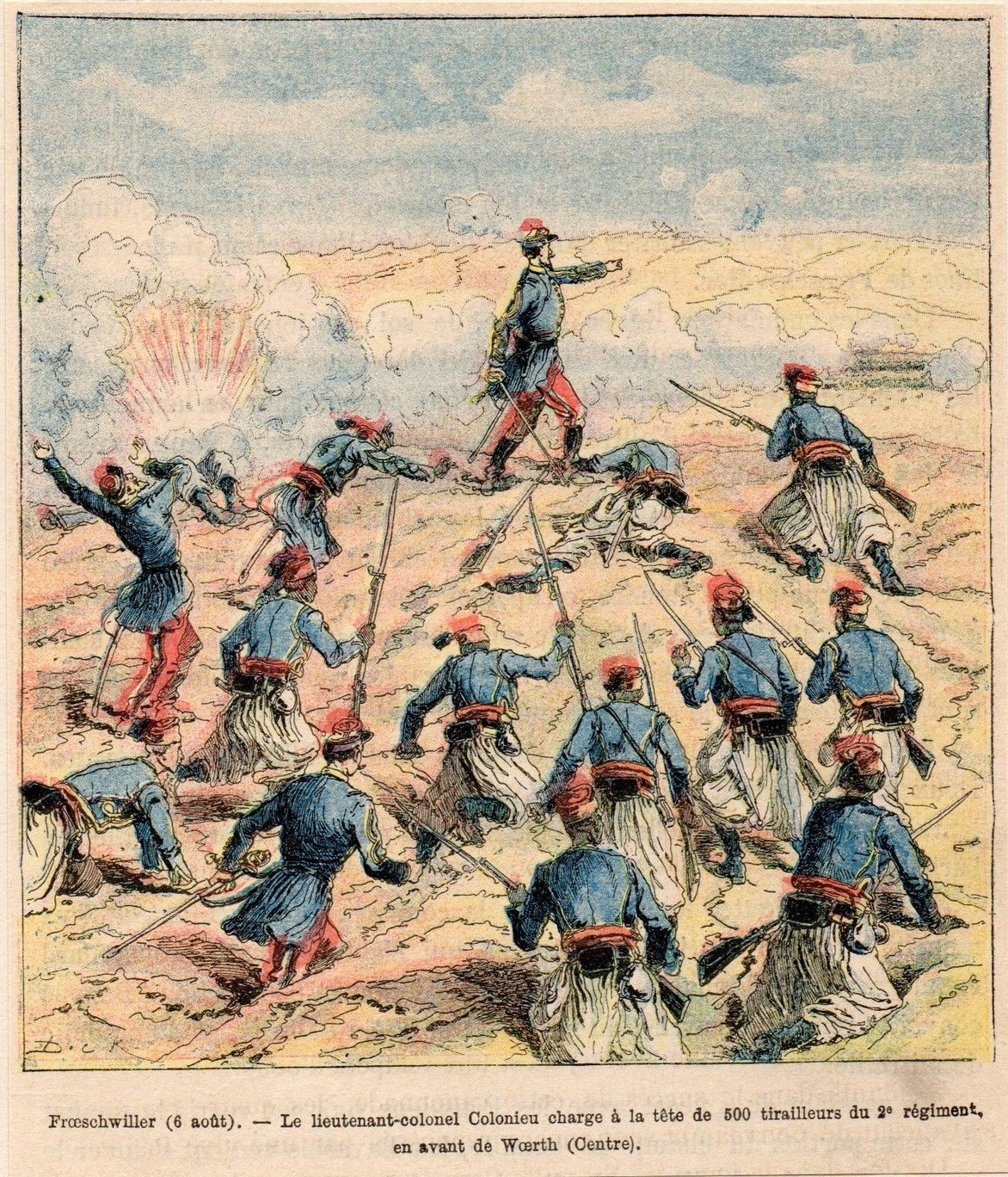
Victor Colonieu chargeant à la tête de 500 tirailleurs du 2e régiment lors de la guerre de 1870.

Lors de la guerre franco-allemande de 1870, il se distingue avec ses tirailleurs par sa bravoure à la bataille de Frœschwiller-Wœrth le 6 août, où il est blessé par un éclat d'obus,  puis à celle de Buzenval le 21 octobre. Il commande ensuite une section durant le siège de Paris. En récompense de ses mérites, il est promu commandeur de la Légion d'honneur en février 1871 et en mai il est nommé colonel du 2e régiment de tirailleurs algériens, qu'il commande jusqu'en juillet 1878. 
Entre juillet 1878 et mars 1879, il assure le commandement du régiment de sapeurs-pompiers.
En mars 1879, il devient général de brigade et en 1881, il participe à la répression de l'insurrection du sud-oranais de Bouamama.
Général de division, il reçoit en janvier 1887 le commandement de la 22e division d'infanterie qu'il commande jusqu'en janvier 1891.
Il est élevé à la dignité de grand officier de la Légion d'honneur le 4 mai 1889.
Il meurt le 17 septembre 1902 à Mostaganem.

## Décorations
- Grand officier de la Légion d'honneur (4 mai 1889)
  - Commandeur le 7 février 1871
  - Officier le 12 août 1862
  - Chevalier le 12 juin 1856

## Postérité
Une rue à Rueil-Malmaison (Hauts-de-Seine) porte son nom (rue du Général-Colonieu).

## Publications
- Le tracé central du chemin de fer trans-saharien (1880) de Victor Colonieu[7]
- Voyage dans le Sahara algérien, de Géryville à Ouargla (1862) de Victor Colonieu
- Voyage au Gourara et au Touat (1860) de Victor Colonieu
- Les actions populaires en droit romain (1888) de Victor Colonieu
- L’espionnage au point de vue du droit international et du droit pénal français (1888) de Victor Colonieu
- La diffamation (1901) de Victor Colonieu